# 람붓털쥐
람붓털쥐(Lophuromys rahmi)는 쥐과 붓털쥐속에 속하는 설치류이다. 콩고민주공화국과 르완다, 우간다에서 발견된다. 자연 서식지는 아열대 또는 열대 기후 지역의 습윤 산지림이다. 서식지 감소로 위협을 받고 있다.